# NGC 769
NGC 769 је спирална галаксија у сазвежђу Троугао која се налази на NGC листи објеката дубоког неба.
Деклинација објекта је + 30° 54' 35" а ректасцензија 1h 59m 35,8s. Привидна величина (магнитуда) објекта NGC 769 износи 12,9 а фотографска магнитуда 13,6. NGC 769 је још познат и под ознакама UGC 1467, MCG 5-5-37, CGCG 503-66, IRAS 01567+3040, ARAK 70, KUG 0156+306B, PGC 7537.